# Jean Audry
Pour les articles homonymes, voir Audry.
Jean Jules René Audry, né le 9 février 1884 à Surgères (Charente-Maritime) et mort pour la France le 10 février 1918, est un officier de Marine français. 

## Biographie
Jean Audry est le fils de Camille Audry, médecin de marine, conseiller d'arrondissement, et de Marguerite-Marie Aubarbier.
Mobilisé en tant que lieutenant de vaisseau durant la Première Guerre mondiale il disparait avec son bâtiment, le sous-marin Bernoulli,, au large des Bouches de Cattaro dans la mer Adriatique et déclaré mort pour la France le 10 février 1918.

## Distinctions
- Croix de guerre 1914-1918
- Chevalier de la Légion d'honneur (1916)